# Hr.Ms. Van Galen (1942)
De Hr.Ms. Van Galen (D803) was een Nederlandse torpedobootjager, die oorspronkelijk als HMS Noble (G84) voor de Royal Navy was gebouwd. Een groot deel van haar oorlogsdienst was onder Brits bevel bij de Royal Navy en de Amerikaanse marine in de Indische Oceaan en Australië. 

## Aanschaf
Ze werd nog te water gelaten als een Britse N-klasse torpedojager, maar al op 11 februari 1942 overgenomen door de Nederlandse regering in ballingschap, ter vervanging van de Hr.Ms. Van Galen (1929). Om het schip te kunnen bekostigen was een actie gehouden, opgezet vanuit Salatiga. Begin november 1941 overhandigde Prins Bernhard aan Koningin Wilhelmina een cheque ter waarde van zesenhalf miljoen gulden voor de aankoop van de torpedobootjager, die als nationaal verjaarsgeschenk aan haar werd aangeboden.

## Oorlogsjaren
In september 1942 voegde de Van Galen zich bij de troepen die waren toegewezen om landingen te ondersteunen om de bezetting van Madagaskar, dat onder controle stond van de Vichy-troepen,  te voltooien (Operatie Streamline Jane) en nam zij deel aan voorbereidende oefeningen. Op 9 september verliet ze Kilindini om het aanvalskonvooi en zijn escorte te ontmoeten op doorgang naar Majunga voor de landingen. De twee Nederlandse torpedobootjagers Van Galen en Tjerk Hiddes werden ingezet als scherm voor het vliegdekschip HMS Illustrious.
Op 19 december 1942 arriveerde het schip in Darwin en voer door naar Fremantle.
Tussen 18 en 24 februari 1943, werd ze samen met haar zusterschip Hr.Mr. Tjerk Hiddes, de Hr.Mr. Tromp en de Australische kruiser HMAS Adelaide ingezet voor troepenkonvooidienst tussen Fremantle en Melbourne. (Operatie Pamflet; dit konvooi vervoerde de 9th Australian Division, teruggeroepen uit het Midden-Oosten als reactie op de Japanse dreiging voor Australië). 
In januari 1944 werden de schepen Van Galen, Tjerk Hiddes en Tromp ondergebracht bij de Eastern Fleet.

## Na de oorlog
Begin 1946 was de Van Galen weer terug in Nederland en vertrok vervolgens weer naar Nederlands-Indië voor een verblijf van bijna 5 jaar aldaar. Onder bevel van de Verenigde Naties heeft de Van Galen ook deelgenomen aan het Koreaanse conflict. 
Het schip werd in oktober 1956 buiten dienst gesteld en in februari 1957 in Nederland gesloopt.